# 김준현 (음악인)
김준현(金俊鉉, 1918년 ~ 1961년)은 일제강점기, 대한민국의 피리의 명인이다. 호는 ‘가농’이다.
충청남도 연기 출신으로, 국악이론가이면서 제4대 아악사장인 김영제의 조카이다. 초등학교를 졸업한 후 상경하여 이왕직 아악부원 양성소 제4기생으로 입소하였다. 최순영(崔淳永)에게서는 피리를, 김계선(金桂善)에게서는 대금을 배웠다. 1936년 아악수가 되고, 광복 후 국립국악원 아악사가 되었다. 1952년 국악진흥회가 제정한 제3회 국악상을 받았다.